# Aristarh (krater)
Krater Aristarh je udarni krater koji se nalazi na sjeverozapadnom dijelu vidljive strane Mjeseca. Smatra se najsvjetlijim od velikih formacija na Mjesečevoj površini: njegov albedo je skoro dvostruko jači od većine ostalih karakteristika na tom satelitu. Dovoljno je blještav da se vidi i golim okom. Promjer kratera je 40 km, a dubina 3,7 km.
Krater se nalazi na jugoistočnom rubu visoravni Aristarh, uzvišenog područja koje sadrži vulkanska obilježja. Ovo područje je znamenito i po tome što su razni astronomi zabilježili razne navodne slučajeve prolaznih Mjesečevih fenomena, u obliku kratkotrajnih ali jakih svjetla ili bljeska, kao i emisije plina radona koje su izmjerile svemirske letjelice NASE.
Krater je dobio naziv po grčkom astronomu, Aristarhu sa Samosa.

## Vanjske poveznice
|  | Zajednički poslužitelj ima još gradiva o temi Aristarchus (crater) |

- Featured Image: Striated Blocks in Aristarchus Crater. Lunar Reconnaissance Orbiter. NASA. 16. veljače 2011. Inačica izvorne stranice arhivirana 16. ožujka 2011. Pristupljeno 18. ožujka 2011.